# Steve Gerber
Pour les articles homonymes, voir Gerber.
Compléments
Stephen Ross Gerber dit Steve Gerber (né le 20 septembre 1947 à Saint-Louis et mort le 10 février 2008 à Las Vegas) est un scénariste américain de bande dessinée. Il est surtout connu pour avoir créé en 1973 Howard the Duck chez Marvel, personnage resté inédit en France en raison d'un litige avec The Walt Disney Company. Son procès avec sa maison d'édition pour le contrôle éditorial d’Howard fut le second à poser, aux États-Unis, la question de la propriété des personnages de bande dessinée par leurs auteurs, dans la foulée de celui de Jerry Siegel et Joe Shuster concernant Superman en 1978.
Auteur Marvel très prolifique entre 1972 et son éviction en 1978, il a travaillé sur de nombreuses séries de la maison d'édition américaine, réalisant en particulier une vingtaine d'épisodes marquants de l'Homme-Chose. Adaptant l'idée de multivers au comic book, il a directement influencé dans sa façon de concevoir les histoires des auteurs aussi variés que Dave Sim, Douglas Adams ou Neil Gaiman, ainsi que le romancier Terry Pratchett. Très actif dans l'animation entre 1979 et 1985, Steve Gerber a créé le personnage d'Arok le barbare.

## Biographie

### Débuts chez Marvel
En 1972, il commence à travailler pour Marvel où il écrit brièvement pour des personnages comme Hulk et Iron Man. Mais c'est surtout sur des personnages mineurs qu'il va particulièrement briller, transformant ces séries en séries culte. On peut trouver son influence chez Alan Moore, Neil Gaiman et Grant Morrison et il faut donc voir en lui le précurseur de Vertigo.
Ces travaux majeurs comprennent : Man-Thing (paru dans Eclipso), Omega the Unknown (en) (dans L'Inattendu), et les The Defenders (dans Hulk et Namor). Il a également travaillé sur Tales of the Zombie (en) (paru dans Histoires de Zombie), Marvel Spotlight:Son of Satan (dans Satan), Marvel Presents: Guardians of the Galaxy (dans Titans), Morbius (dans Dracula), Captain America, Daredevil (dans Strange), Marvel Two-In-One (dans Spécial Strange), Dr Fate (dans Névrose), Shanna (dans L'Inattendu), Miss Hulk (dans Nova), Sub-Mariner (dans Namor), la Momie (dans Dracula) qui sont tous parus en France.

### Howard the Duck
Fin 1975, Marvel lance le comic book Howard the Duck, dont le premier numéro est daté de janvier 1976. Première série animalière à succès de Marvel, elle obtient très rapidement un statut culte.

### Le procès avec Marvel et l'animation
En 1977, Marvel lance un comic strip d’Howard, écrit par Gerber et dessiné par Gene Colan, mais l'expérience est de courte durée. En effet, à la suite d'un désaccord concernant le paiement de ces strips, la discorde latente entre Gerber et Marvel concernant la propriété du personnage s'envenime rapidement. Gerber menace d'un procès l'éditeur, qui décide de le renvoyer du comic strip comme du comic book, et de cesser toute collaboration avec lui, prétextant des retards devenus trop importants. En août 1980, Gerber porte officiellement plainte. Si le contentieux est réglé en privé entre lui et Marvel, dans des conditions restées inconnues, l'action de Gerber eut une grande importance dans le reconnaissance des auteurs de bande dessinée américains et a permis d'améliorer leur situation plus encore que celle de Jerry Siegel et Joe Shuster concernant Superman en 1978.
À la suite de son éviction de Marvel, Steve Gerber s'en va travailler dans l'animation à Hollywood. Après avoir écrit quelques histoires pour Hanna-Barbera sous le pseudonyme Reg Everbest, il crée en 1979 Arok le barbare. Parmi les séries sur lesquelles il travaille jusqu'en 1986 figurent Mister T, Le Sourire du dragon, G.I. Joe : A Real American Hero et Transformers. Par la suite, il ne travaille plus qu'occasionnellement dans l'animation.
Bien qu'il soit crédité comme créateur au générique d’Howard... une nouvelle race de héros, adaptation cinématographique sortie en 1986 de sa série-fétiche, sa participation au film reste très lointaine. À la suite de l'énorme échec du film, Steve Gerber le renie.

### Carrière postérieure

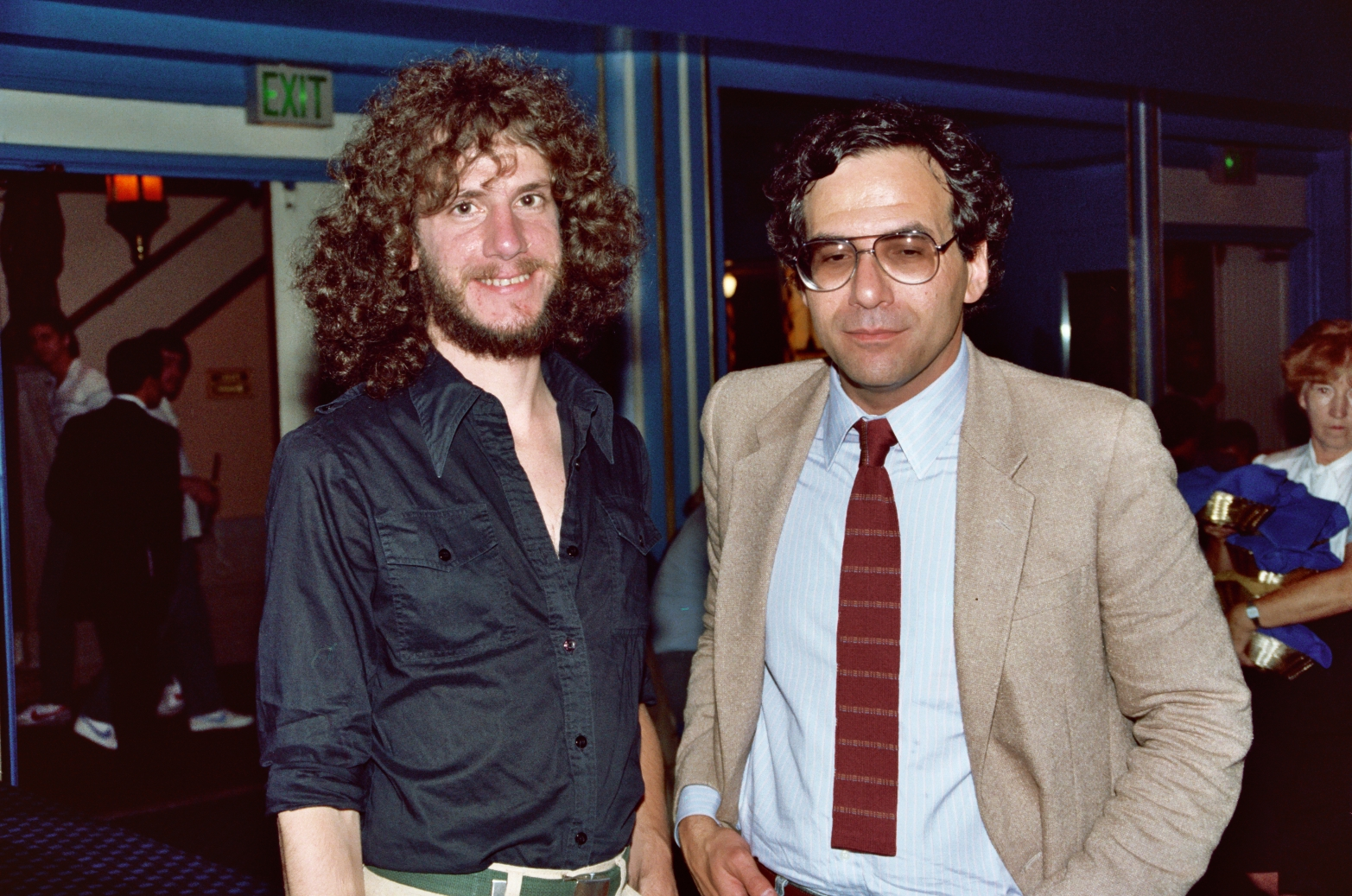
Dean Mullaney, fondateur d'Eclipse Comics, et Steve Gerber au San Diego Comic Con en 1982.
(photographie d'Alan Light).

Du milieu des années 1980 à sa mort en 2008, Steve Gerber travaille principalement pour la bande dessinée, sans pour autant retrouver son activité intense du milieu des années 1970. À la suite du règlement de son contentieux avec Marvel, il avait créé pour eux Void Indigo (en) en 1984, nouvelle série controversée. Il écrit également de nouvelles histoire de l'Homme-Chose (1988-1989) et travaille sur Miss Hulk (1990-1991).
Entre 1993 et 1996, il travaille pour Image Comics (Deathblow, Codename: Strykeforce et Cybernary) et Malibu Comics (Sludge, Exiles) mais aucune de ces nouvelles séries n'a de réel succès. Il retourne alors vers l'animation et écrit une quinzaine d'épisode des Nouvelles Aventures de Batman diffusés à partir de 1997.
En 1998, il crée la mini-série Nevada (en) pour DC Comics, A. Bizarro (en) l'année suivante et Hard Time (en), avec Mary Skrenes, entre 2004 et 2006. Il scénarise également le diptyque Superman: Last Son of Earth (en) / Superman: Last Stand on Krypton (2000-2003) et réalise divers travaux alimentaires. En 2002, à la suite de la réédition d’Howard the Duck par Marvel, il écrit quelques nouvelles histoires mais seuls six comic books sont publiés. En 2003, il ne participe pas au tournage de Man-Thing, adaptation cinématographique de son travail sur l'Homme-Chose.
En 2007, on lui diagnostique une fibrose pulmonaire. Hospitalisé à Las Vegas, il n'en continue pas moins de travailler, écrivant les premiers numéros de Countdown to Mystery, comic book de l'arc Countdown to Final Crisis (en) consacré au Doctor Fate. Il décède le 10 février 2008 dans l'attente d'une greffe avant d'avoir pu achever la rédaction son histoire, à laquelle quatre scénaristes différents proposent une conclusion.

## Publications
Seules les contributions significatives (durée ou importance du personnage) et les créations de Gerber sont indiquées. Les dates indiquées sont les cover dates.
- The Incredible Hulk #158, Marvel Comics, 1972.
- ShannaShanna the She-Devil, #1, 4-5, Marvel, 1972-1973.
- Fear #11-19 (Homme-chose), Marvel, 1972-1973.
- Captain America #157, Marvel, 1973.
- Sub-Mariner #58-69, Marvel, 1973-1974.
- Daredevil #97-101 et 103-117, Marvel, 1973-1975.
- Iron Man #56-58, Marvel, 1973.
- Tales of the Zombie (en) #1-8, Marvel, 1973-1974.
- Dracula Lives #1-2, 6, 10-11, Marvel, 1973-1975.
- Vampire Tales (en) #1 (Morbius) et 6 (Lilith), 1973-1974.
- Supernatural Thrillers (en) #5 et 7 (Momie Vivante), Marvel, 1973.
- Marvel Two-in-One (en) #1-9, Marvel, 1974-1975.
- Man-Thing #1-22, Marvel, 1974-1975.
- Crazy Magazine #2-14, Marvel, 1974-1975.
- Marvel Spotlight #14-23 (Son of Satan), Marvel, 1974-1975.
- Fear #21-25 (Morbius), Marvel, 1974.
- Haunt of Horror #1-3, Marvel, 1974.
- Giant-Size Man-Thing #1-5, Marvel, 1974-1975.
- Giant-Size Defenders #3-5, Marvel, 1975.
- The Defenders #20-29 et 31-41, Marvel, 1975-1976.
- Howard the Duck #1-27 et 29, Marvel, 1976-1979.
- Marvel Presents (en) #3-7 et 9 (Gardiens de la Galaxie), Marvel, 1976-1977.
- Omega the Unknown (en) #1-6 et 9-10, Marvel, 1976-1977.
- Metal Men #46, Marvel, 1976.
- Iron Man Annual #3, Marvel, 1976.
- Marvel Preview (en) #12 et 16 (Lilith), Marvel, 1977-1978.
- Rampaging Hulk (en) #7-9, 1978.
- Mister Miracle #23-25, 1978.
- Captain America #221-223 et 225, Marvel, 1978.
- The Avengers #178, Marvel, 1978.
- Weird War Tales #80, DC Comics, 1979.
- Stewart the Rat (en), Eclipse Comics, 1980. Album de bande dessinée.
- Zone Fantôme #1-4, DC Comics, 1982.
- The Flash #310-313, DC Comics, 1982.
- Destroyer Duck (en) #1-5, Eclipse Comics, 1982-1983.
- Void Indigo (en), Marvel, coll. « Marvel Graphic Novels » no 11, 1984. Album de bande dessinée.
- Void Indigo #1-2, Marvel, 1984-1985.
- DC Comics Presents (en) #97 (Zone fantôme), Marvel, 1986.
- Marvel Comics Presents (en) #1-12 (Homme-Chose), Marvel, 1988-1989.
- Freddy Krueger's A Nightmare on Elm Street #1-2, Marvel, 1989.
- The Sensational She-Hulk #10-11 et 13-23, Marvel, 1990-1991.
- Avengers Spotlight (en) #30-34 et 36 (Œil-de-faucon), Marvel, 1990.
- Cloak and Dagger #14-16, Marvel, 1990-1991.
- Foolkiller (en) #1-10, Marvel, 1990-1991.
- Marvel Fanfare (en) #56-59 (Shanna), Marvel, 1991.
- The Legion of Night (en) #1-2, Marvel, 1991.
- Suburban Jersey Ninja She-Devils #1, Marvel, 1991.
- Deathblow #1-4, Image Comics, 1993-1994.
- Exiles (en) #1-4, Malibu Comics, 1993.
- Sludge #1-3 et 6-11, Malibu Comics, 1993-1994.
- Codename: Strykeforce (en) #10-14, Image Comics, 1995.
- Cyberforce, Strykeforce; Opposing Forces #1-2, Image Comics, 1995.
- Cybernary (en) #1-5, Image Comics, 1995-1996.
- The Savage Dragon / Destroyer Duck #1, Image Comics, 1996.
- Nevada (en) #1-6, DC Comics, 1998.
- A. Bizarro (en) #1-4, DC Comics, 1999.
- Superman: Last Son of Earth (en), #1-2, DC Comics, 2000.
- Howard the Duck #1-6, Marvel, 2002.
- Blade II, Marvel, 2002. One-shot adaptant le film.
- Superman: Last Stand on Krypton, DC Comics, 2003. Album de bande dessinée.
- Hard Time (en) #1-12, DC Comics, 2004-2005.
- Hard Time: Season Two #1-7, DC Comics, 2006.
- Countdown to Mystery (en) #1-7, DC Comics, 2007-2008.

## Scénariste pour l'audiovisuel
- 1979 : The Plastic Man Comedy/Adventure Show (série d'animation)
- 1980 : Arok le barbare (série d'animation, 13 épisodes)
- 1981 : Goldie Gold and Action Jack (série d'animation, 13 épisode)
- 1983 : Mister T (série d'animation, 3 épisodes)
- 1983 : Le Sourire du dragon (série d'animation, 13 épisode)
- 1983 : La Belle et la Bête (téléfilm)
- 1985-1986 : G.I. Joe : A Real American Hero (série, 55 épisodes)
- 1986-1987 : Transformers (série d'animation, 30 épisodes)
- 1988 : Superman (série d'animation, un épisode)
- 1989 : Star Trek : La Nouvelle Génération (série, un épisode)
- 1996 : Superman, l'Ange de Metropolis (série d'animation, un épisode)
- 1997-1998 : Batman (série d'animation, 15 épisodes)

## Prix et distinctions
- 1977 : Prix Eagle de la meilleure histoire de comic book pour « Four Feathers of Death », dans Howard the Duck no 3 (avec John Buscema) ; du meilleur comic humoristique et de la meilleure nouveauté pour Howard the Duck
- 1978 : Prix Inkpot
- 2010 : Temple de la renommée Will Eisner (posthume)
- 2013 : Prix Bill Finger (posthume)